# جون أيكين
جون أيكين (بالروسية: John Aikin)، طبيب وكاتب إنجليزي (15 يناير 1747 – 7 ديسمبر 1822).

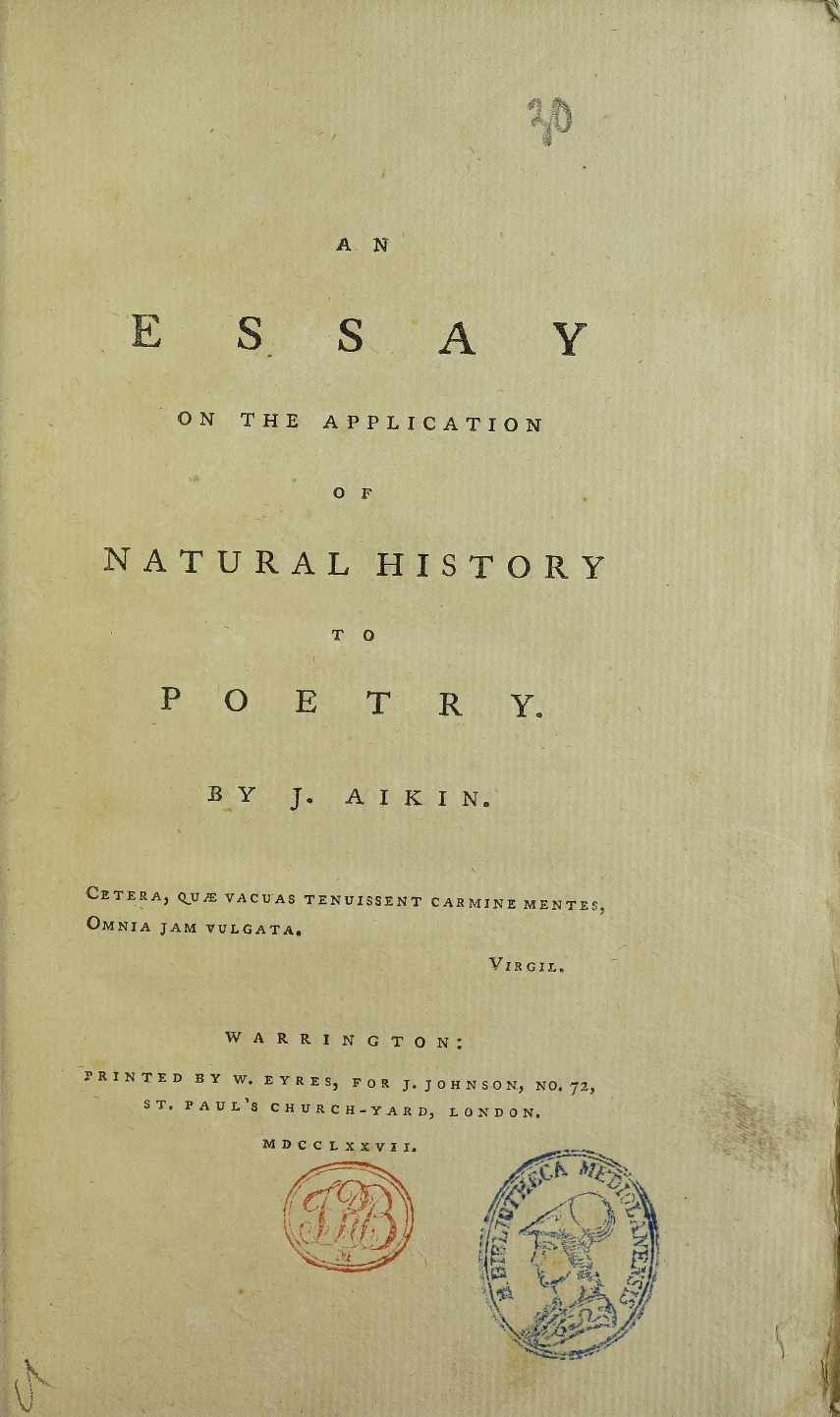
Essay on the application of natural history to poetry, 1777